# Maud de Bourg
Maud (ou Mathilde) de Bourg, née vers 1290 et morte aux alentours du 2 juillet 1320, est une noble anglo-irlandaise du début du XIVe siècle.

## Biographie
Maud est l'une des filles du puissant seigneur irlandais Richard le Comte Rouge, 2e comte d'Ulster, et de son épouse Marguerite. Le 10 juin 1308, son père négocie en son nom un contrat de mariage avec John de Bermingham. Cependant, grâce à l'intervention du seigneur de Thomond Richard de Clare, Maud épouse le 29 septembre suivant le cousin de ce dernier, Gilbert, 8e comte de Gloucester et 7e comte de Hertford. Gloucester est l'un des plus puissants magnats du royaume d'Angleterre au début du règne d'Édouard II. Le lendemain de leurs noces, Jean de Bourg, le frère aîné de Maud, se marie avec Élisabeth de Clare, une des sœurs de Gilbert. En compensation après la rupture de ses fiançailles, John de Bermingham épouse quelques années plus tard Aveline, sœur de Maud. 
Maud aurait donné naissance à un fils en avril 1312, mais il meurt très probablement la même année. Deux ans plus tard, en juin 1314, son époux Gilbert est tué lors de la bataille de Bannockburn. En l'absence d'héritier direct, les titres et possessions du comte de Gloucester sont censés revenir à ses trois sœurs Éléonore, Marguerite et Élisabeth. Toutefois, Maud de Bourg prétend être enceinte. Le roi Édouard II semble s'être réjoui de cette nouvelle, puisque la naissance d'un héritier posthume de Gilbert lui permettrait de contrôler les vastes biens des de Clare et ce, jusqu'à ce que ce descendant légitime atteigne sa majorité, alors fixée à 21 ans. Par conséquent, Édouard décide d'attribuer à la fin de l'année 1314 à Maud son douaire et interrompt le processus de division des possessions de la famille de Clare.
Pourtant, la grossesse de Maud de Bourg semble se prolonger indéfiniment, ce que son beau-frère Hugues le Despenser, époux d'Éléonore de Clare, considère comme impossible à partir du début de 1315. Il occupe alors une partie des propriétés de Clare mais est rapidement contraint de les abandonner sous la pression royale. Ce n'est finalement qu'en novembre 1317 que le Parlement déclare que Maud n'est pas enceinte et prononce le partage des possessions du comte de Gloucester. Néanmoins, du fait de son statut de veuve, Maud reçoit un tiers de l'héritage de son époux, qui comprend notamment Usk en Galles et Tewkesbury dans le Gloucestershire. Par la suite, elle ne s'est jamais remariée et est finalement inhumée en l'abbaye de Tewkesbury. Sa mort survient sans doute vers le 2 juillet 1320. Ses quelques possessions sont ensuite partagées entre ses trois belles-sœurs. De nos jours, on ignore encore pourquoi Maud a feint d'être enceinte et délibérément retardé la division de l'héritage de son mari Gilbert.